# Evil Dead (2013)
Evil Dead är en amerikansk skräckfilm från 2013. Filmen är regisserad av Fede Álvarez i hans regidebut. Den är en nyinspelning av filmen The Evil Dead från 1981.

## Handling
Fem vänner beger sig till en avlägsen stuga i skogen. Där upptäcker de en uråldrig bok som leder till att de oavsiktligen frammanar onda krafter.

## Rollista (i urval)
- Jane Levy
- Shiloh Fernandez
- Jessica Lucas